# San Carlos, Kalifornien
San Carlos är en stad (city) i San Mateo County, i delstaten Kalifornien, USA. Enligt United States Census Bureau har staden en folkmängd på 28 755 invånare (2011) och en landarea på 14,3 km².